# Minnie's Yoo Hoo
Pour plus de détails, voir Fiche technique et Distribution.
Minnie's Yoo Hoo est une chanson américaine de la série des Mickey Mouse, sortie le 26 juin 1930.